# Turmhügel Obersenftenberg
Der Turmhügel Obersenftenberg, auch Burg Senftenberg oder Der alte Turm` genannt, ist der Rest der abgegangenen Burg Senftenberg, später Obersenftenberg genannt. Die als Turmhügelburg (Motte) errichtete Höhenburg befindet sich auf dem Senftenberg im heutigen Gemeindeteil Senftenberg der Gemeinde Buttenheim im oberfränkischen Landkreis Bamberg in Bayern.
Bei der Burg handelte es sich neben der Burg Niedersenftenberg um die ältere der beiden Anlagen im Ort. Erhalten sind nur noch der Turmhügel sowie ein Graben und zwei Ringwälle. Die Burgstelle ist heute als Bodendenkmal Nummer D-4-6132-0094: Spätmittelalterlicher Turmhügel geschützt.

## Geschichte
Die Anlage wurde vermutlich während des 12. Jahrhunderts errichtet und später, wohl als die Burg Niedersenftenberg in der zweiten Hälfte des 13. Jahrhunderts erbaut wurde, als Burg Obersenftenberg bezeichnet. Das Amt Senftenberg und mit ihm die Burg waren im Besitz des Bamberger Bischofs. Er verpfändete sie wegen der geleisteten Waffenhilfe im Meranischen Erbfolgekrieg den Edelfreien von Schlüsselberg. Durch einen Streit um hoheitliche Zoll- und Geleitrechte im Wiesenttal gingen die Nürnberger Burggrafen, das Hochstift Bamberg und das Würzburger Hochstift militärisch gegen die Schlüsselberger vor. Als bei der Belagerung der Burg Neideck Konrad II. von Schlüsselberg 1347 als letzter seines Geschlechtes verstarb, fiel unter anderem die Burg Obersenftenberg an das Hochstift Bamberg. Auch der Würzburger Bischof besaß eine Hälfte der Burg, jedoch gelangte diese 1363 ebenfalls an den Bamberger Bischof.
Nach 1383 wurde die Burg nicht mehr erwähnt, sie war damals wohl in schlechtem baulichen Zustand, so dass sie zu dieser Zeit aufgelassen wurde. Dazu passt auch, dass neben Bruchstücken von Dachziegeln und Mörtelresten nur Keramik des 14. Jahrhunderts gefunden wurde.

## Beschreibung
Der kleine zweiteilige Burgstall liegt auf einem nach Osten gerichteten 429,4 m ü. NN hohen Bergsporn, der nur nach Westen über einen Bergsattel mit dem restlichen Berg verbunden ist. Dieses Spornende wurde zu einem noch sieben Meter hohen Turmhügel abgesteilt. Der ovale und langgestreckte Hügel ist auf seiner zweigeteilten Oberfläche allseits von einem nicht sehr hohen Ringwall umgeben, die beiden Plateaus auf der Oberfläche hatten die Maße 19 × 33 Meter im Westen und 9 × 12 Meter im Osten und sind durch einen Wall voneinander getrennt. Auf dem westlichen Plateau befinden sich zwei Gruben, wohl Kellergruben einstiger Gebäude. Der Zugang lag möglicherweise an der Südostseite, dort führt eine Rampe am Turmhügel nach oben, auch der Randwall ist an dieser Seite unterbrochen.
Als zusätzliches Annäherungshindernis wurde im Bergsattel unmittelbar westlich des Turmhügels ein zehn Meter breiter Halsgraben angelegt. Dieser verläuft etwa geradlinig von der nördlichen Hangkante, wo auch ein deutlicher Abraumhügel zu sehen ist, zur südlichen Kante. Der Graben ist jetzt etwa in der Hälfte seines Verlaufes eingeebnet und nur noch an den Hangkanten erhalten. Die drei restlichen Seiten waren durch einen Ringwall mit einem inneren Graben geschützt, dieser ist hauptsächlich nur noch an der nördlichen Bergseite erhalten, an der Ost- und Südseite besteht er nur noch aus geringen Resten.